# Attero Dominatus
Attero Dominatus è il terzo album della band power metal svedese Sabaton. È stato pubblicato nel 2006.

## Tracce
1. Attero Dominatus – 3:43
2. Nuclear Attack – 4:10
3. Rise of Evil – 8:19
4. In the Name of God – 4:06
5. We Burn – 2:55
6. Angels Calling – 5:57
7. Back in Control – 3:14
8. Light in the Black – 4:52
9. Metal Crüe – 3:42

Tracce Bonus
1. Für Immer (cover dei Warlock) – 4:36
2. Långa Bollar På Bengt (cover di Svenne Rubins) – 2:52
3. Metal Medley (Live in Falun) – 6:12
4. Nightchild – 5:12
5. Primo Victoria (Demo Version) – 4:11

## Tematiche
- Attero Dominatus è dedicata alla Battaglia di Berlino combattuta nel 1945 tra l'Armata rossa e la Wehrmacht
- Nuclear Attack narra dell'attacco nucleare americano sulle città giapponesi di Hiroshima e Nagasaki nel 1945.
- Rise of Evil illustra criticamente la scalata al potere di Adolf Hitler.
- In the Name of God parla della Guerra al terrorismo.
- We Burn è dedicata alla Guerra in Jugoslavia.
- Angels Calling narra della prima guerra mondiale.
- Back in Control è dedicata ai soldati britannici che hanno combattuto nella Guerra delle Falkland nel 1982.
- Light in the Black è un omaggio ai caschi blu dell ONU.
- Metal Crüe è dedicata in generale al mondo del Metal, con riferimenti a diversi gruppi come i Kiss, i Queen, gli In Flames, gli Iron Maiden, gli Accept e i Venom.
- Für Immer è una cover dei Warlock.
- Metal Medley e Nightchild è una reinterpretazione live del brano Metal Machine.
- Nightchild è una reinterpretazione di Purple Heart[1].

## Formazione
- Joakim Brodén - voce
- Rickard Sundén - chitarra
- Oskar Montelius - chitarra
- Pär Sundström - basso
- Daniel Mÿhr - tastiere
- Daniel Mullback - batteria